# Julia Kern
Julia Kern, född 12 september 1997 i Berkeley, Kalifornien, är en amerikansk längdskidåkare. Hon har en pallplats i världscupen, en tredje plats i sprint i Planica 2019. Kern kör de flesta distanser inom längdåkningen och tävlar för skidklubben Stratton Mountain School.

## Pallplatser i världscupen
Kern har en individuell pallplats i världscupen: en tredjeplats.
| Säsong  | Datum            | Plats   | Disciplin  | Placering |
| ------- | ---------------- | ------- | ---------- | --------- |
| 2019/20 | 21 december 2019 | Planica | Sprint (F) | 3:a       |

## Världsmästerskap
Kern deltog i Världsmästerskapen i nordisk skidsport 2019 i Seefeld in Tirol. Hon deltar även i Världsmästerskapen i nordisk skidsport 2021 i Oberstdorf.
| Tävling         | 10 km | Skiathlon | 30 km | Sprint | Stafett | Lagsprint |
| --------------- | ----- | --------- | ----- | ------ | ------- | --------- |
| Seefeld 2019    | —     | 19:e      | —     | 23:e   | 5:e     | —         |
| Oberstdorf 2021 | —     | —         | —     | 36:e   | —       | —         |
| Planica 2023    | 34:e  | —         | 27:e  | 8:e    | 5:e     | Brons     |